# Ізмайлова Наталія Василівна
Ізмайлова Наталія Василівна (нар. 14 червня 1941, Ленінград, СРСР) —  українська арфістка Національного заслуженого академічного симфонічного оркестру України  (м. Київ) та педагог.  Народна артистка України (2008). Нагороджена Орденом княгині Ольги 3-го ступеню (2018).

## Біографія
Наталія Василівна Ізмайлова народилася 14 червня 1941 року у Ленінграді  (нині Санкт-Петербург, РФ). У 1966 р. здобула музичну освіту у Ленінградській державній консерваторії ім. М.А.Римського-Корсакова у класі своєї матері – арфістки, заслуженої артистки Росії Лідії Олександрівни Гордзевич.

## Кар'єра
Трудову діяльність розпочала у 18 років на посаді солістки-арфістки в оркестрі музично-драматичного театру Карелії в м. Петрозаводську. Відразу після закінчення консерваторії, у січні 1966 р., стала солісткою Державного симфонічного оркестру України (м. Київ). Водночас викладала у Київській консерваторії (1979–1989 рр.) та спеціалізованій музичній школі (1978–1991 рр.).
Наталія Василівна Ізмайлова є першою виконавицею творів українських композиторів: «Маленької партити» для скрипки й арфи (разом з О. Пархоменко), Струнного квінтету з арфою (разом з Квартетом ім. М. Лисенка)), Сонати для арфи Ю. Іщенка, Концерту для арфи з оркестром Г. Ляшенка, Ноктюрна для скрипки й арфи В. Губи (разом з Е. Ідельчуком).
Виступає у дуеті з сином Андресом (арфа). Грала у складі ансамблю старовинної музики «Гармонія» під керівництвом О. Кудряшова (1975–1985 рр.). Має записи на фірмі «Мелодія», сольні фондові записи на Українському радіо. Гастролює  Україною та за кордоном (у містах РФ, України, Естонії, Литви, Латвії, Німеччини, Чехії, інших країн).

## Нагороди та премії
- 1963 р. – Дипломантка Міжнародного конкурсу (Ленінград, 1963)[1]
- 1978 р. – Заслужена артистка України[2]
- 2008 р. – Народна артистка України[1]
- 2018 р. – Орден княгині Ольги 3-го ступеню[1]